# Cristo in pietà sorretto da due angeli (Andrea del Castagno)

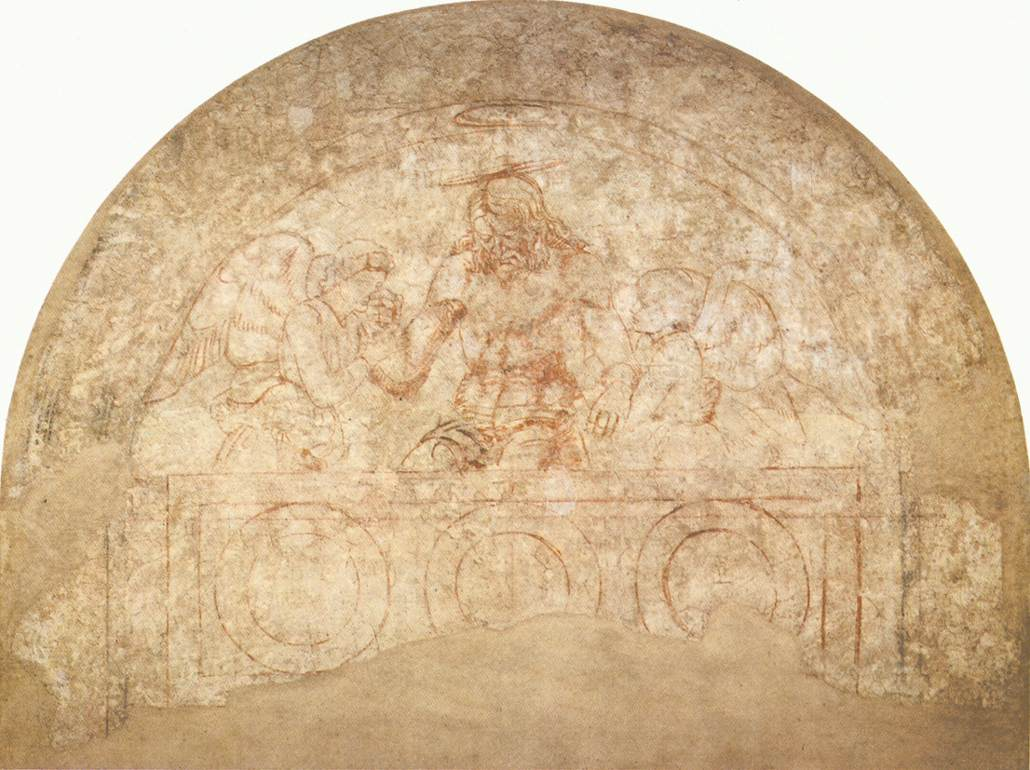
La sinopia

Cristo in pietà sorretto da due angeli è un affresco staccato (283x330 cm) di Andrea del Castagno, databile al 1447-1448 circa e conservato nel Museo del Cenacolo di Sant'Apollonia a Firenze. Dell'opera si conserva anche la sinopia nello stesso museo.

## Storia
L'affresco si trovava sopra un portale del monastero di Sant'Apollonia, dove Andrea del Castagno aveva lavorato anche al cenacolo.
La Pietà venne strappata in una data imprecisata all'inizio del XIX secolo. La datazione dell'opera viene collocata a ridosso degli affreschi del cenacolo.

## Descrizione e stile
L'opera non è in condizioni ottimali e numerosi brani di pittura sono leggibili ormai solo a livello generale, per la perdita dei pigmenti originari.
La figura di Cristo si erge monumentale dal sepolcro, retto da due angeli ai lati. Perfetta, come in altre opere di Andrea del Castagno, è la resa anatomica e la collocazione della figura nello spazio, con elementi di grande naturalismo che evidenziano la scansione in piani a livelli diversi: le gambe che affondano nel sepolcro, il busto piegato, le braccia sorrette in avanti, la testa reclinata mostrando la nuca. Questa naturalezza colta dal reale deriva dall'applicazione in pittura dei principi dello stile di Donatello, a cui Andrea del Castagno attinse spesso sposandoli con un chiaroscuro incisivo e forte derivato da Masaccio, ma intonato a tinte più decise e ad effetti luminosi e coloristici più netti. Ne è un esempio il panneggio quasi scultoreo o le macchie di colore rappresentate dagli angeli.
Il sarcofago, con lastre di marmo di colori alternati e tre medaglioni in finto marmo con cherubini, è un semplice rettangolo la cui essenzialità ricorda le opere antiche. Al mondo classico si rifà anche la cornice della lunetta con palmette.